# M-22
M-22 je tramvaj koji je projektirao Dragutin Mandl. Zato su se od milja ovi tramvaji nazivali "Mandlova kola". Iz ove serije su 1924. nastali tramvaji tipa M-24. Njegova je specifičnost u odnosu na tip M-24 ta da je imao malo kraći nos. Specifično je što je kostur karoserije bio drven, dok je kasniji tip imao metalni kostur. Također postoji razlika u međuoosovinskom razmaku između M-22 i M-24.
U početku ovaj tramvaj bio je dvosmjeran, no kasnije je prilikom širenja tramvajske mreže u Zagrebu i dodavanja tramvajskih okretišta tramvaj bio preuređen u jednosmjernog. Imali su standardni lirasti oduzimač struje starog tipa.
Ukupno je izgrađeno 12 komada ovog tipa, od kojih su kasnije dva prebačena u Rijeku radi ispomoći, a kada se tramvaj u Rijeci ukinuo 1952 tramvaji su nastavili s radom u Osijeku sve do ranih 70-tih.
Brojevi koje su ovi tramvaji nosili u ZET-u bili su 36-47. 
37 i 38 su prebačeni u Rijeku, a kasnije u Osijek.

## Poveznice
- Tramvajski promet u Zagrebu

## Vanjske poveznice
- Daljnje informacije o povijesti i karakteristikama tramvaja u Zagrebu  Arhivirana inačica izvorne stranice od 7. prosinca 2007. (Wayback Machine)